# Andy Russo
Andrew Russo, detto Andy (Evanston, 27 maggio 1948), è un allenatore di pallacanestro statunitense.
È stato il tecnico della Libertas Livorno in Serie A1 e Coppa Korać nel 1989-90, oltre ad aver allenato per un decennio in NCAA.

## Carriera
Da giocatore, Russo ha capitanato la squadra di pallacanestro del Lake Forest College insieme a Mike Maiman. Ha studiato a Lake Forest dal 1966 al 1970.
Al termine dell'università, ha subito iniziato ad allenare la squadra della high school Maine East, vicino a Chicago. Dopo un'esperienza in Texas con lo junior college Panola, nel 1979 è stato chiamato dalla Louisiana Tech University. È così diventato il più giovane tecnico universitario degli Stati Uniti, avendo appena compiuto trentun anni.
A Ruston, Russo ha allenato Karl Malone e ha vinto due premi come miglior allenatore regionale della Division I della NCAA, nel 1983 e 1985. Durante l'ultimo campionato, ha condotto i Bulldogs alla conquista della Final Eight, la fase finale del campionato universitario. Ha in seguito allenato per quattro stagioni i Washington Huskies dell'Università di Washington, con cui ha partecipato al National Invitation Tournament del 1987.
In Italia ha allenato per due stagioni. Con l'Enimont Livorno ha preso parte alla massima serie ed è stato eliminato ai quarti di Coppa Korać. Il 21 marzo 1990 è stato sostituito da Franco Massei. Ritornato in panchina grazie alla Reyer Venezia il 24 ottobre, in Serie A2, è subentrato a Marco Calamai ma non è riuscito a evitare la retrocessione dei lagunari in Serie B d'Eccellenza.
Tornato in patria, è stato capoallenatore della squadra di basket del Florida Institute of Technology.